# Neoseiulus versutus
Neoseiulus versutus är en spindeldjursart som först beskrevs av Beglyarov 1981.  Neoseiulus versutus ingår i släktet Neoseiulus och familjen Phytoseiidae. Inga underarter finns listade i Catalogue of Life.